# Dornier Do 14
Il Dornier Do 14 era un idrovolante di linea a scafo centrale realizzato dall'azienda tedesca Dornier-Werke GmbH negli anni trenta e rimasto allo stadio di prototipo.
Sviluppato per il servizio di trasporto su rotte transatlantiche e caratterizzato dalla complessa trasmissione del moto all'unica elica, tramite una serie di alberi trasmissione che la trasmettevano dai due motori installati all'interno dello scafo, non riuscì ad essere avviato alla produzione.